# Арльберзький залізничний тунель
47°07′43″ пн. ш. 10°11′08″ сх. д. / 47.128611° пн. ш. 10.185556° сх. д.

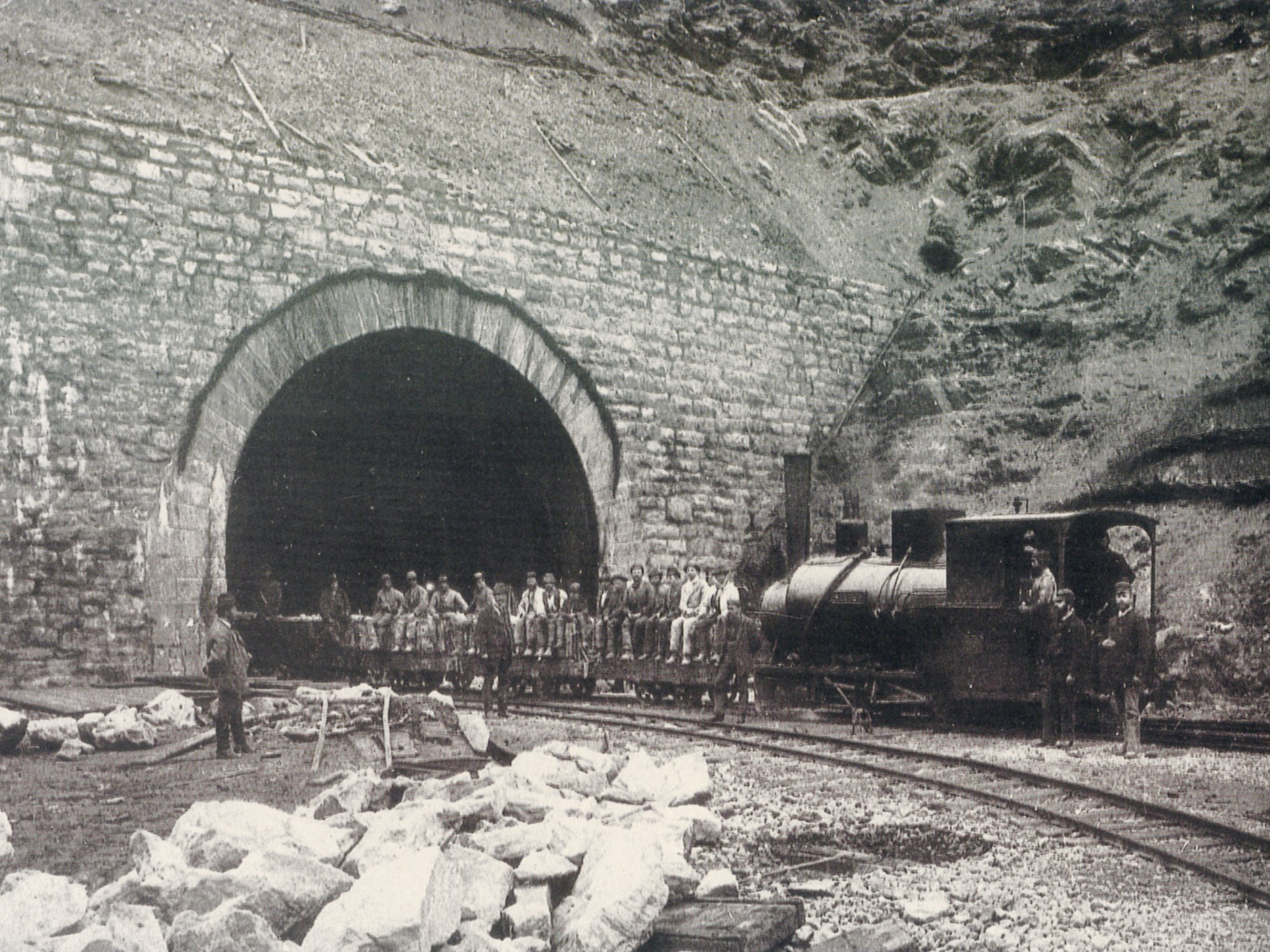
Тунель у 1882 році

А́рльберзький залізничний тунель — залізничний тунель в Австрії, у Східних Альпах, на висоті близько 1 300 метрів над рівнем моря.
Довжина 10 648 м. Через Арльберзький залізничний тунель пролягає трансальпійська електрифікована залізниця Інсбрук—Блуденц. Споруджений у 1880—1883, рух відкрито з 1884.
Тунель пов'язаний евакуаційними ходами із Арльберзьким автомобільним тунелем, що завдовжки 14 км, побудованим у 1974—1978 рр., через який пролягає автотраса S16.